# Mont Lambert
De Mont Lambert is een heuvel in de Franse gemeente Saint-Martin-Boulogne in het departement Pas-de-Calais. De heuvel is met 189 meter een van de hoogste punten in de Boulonnais (de hoogste zijn de meer dan 200 meter hoge Mont Hulin en Mont Pelé bij Desvres) en de regio Hauts-de-France.
De heuvel ligt anderhalve kilometer ten zuidoosten van het centrum van Saint-Martin en een tweetal kilometer ten oosten van Boulogne-sur-Mer. Op de oostelijke flank ligt het gehucht Mont Lambert. Op de westelijke flank van de heuvel loopt de autosnelweg A16/E402.

## Geschiedenis

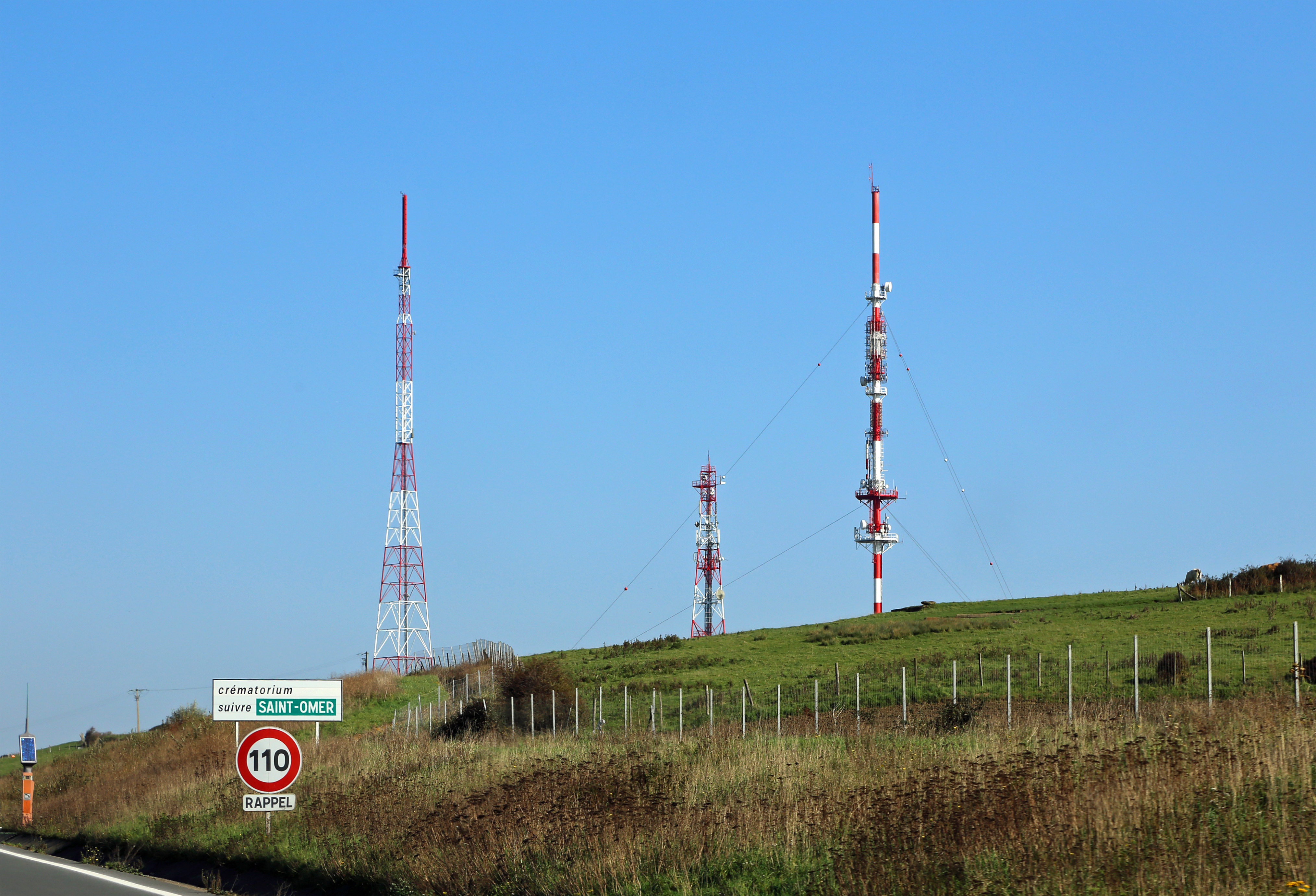
Zendmasten op de Mont Lambert

In 1208 werd de naam Bovemberg vermeld, eigenlijk Bonemberg, naar de nabijgelegen stad Boulogne of "Bonen". Varianten op Boulembert of Boullemberg bleven de volgende eeuwen in gebruik.
Bovenop de Mont Lambert bevond zich eeuwenlang een fort, zoals te zien op de 18de-eeuwse Cassinikaart en de 19de-eeuwse Carte de l'état-major. Het fort verdween in de loop van de 19de en 20ste eeuw. Op de top van de heuvel staan nu zendmasten voor televisie, radio en telefonie.